# Hadamard-Matrix
Eine Hadamard-Matrix vom Grad {\displaystyle n} ist eine {\displaystyle n\times n}-Matrix, die ausschließlich die Zahlen {\displaystyle 1} und {\displaystyle -1} als Koeffizienten enthält und bei der zudem alle Spalten orthogonal zueinander sind, ebenso alle Zeilen.
Hadamard-Matrizen sind nach dem französischen Mathematiker Jacques Hadamard benannt.

## Eigenschaften
Aus der Orthogonalität der Zeilen und Spalten folgt für eine Hadamard-Matrix {\displaystyle H} die Beziehung:
{\displaystyle H\cdot H^{t}=H^{t}\cdot H=n\cdot E}
Dabei bezeichnet {\displaystyle H^{t}} die transponierte Matrix zu {\displaystyle H} und {\displaystyle E} die Einheitsmatrix. Diese Gleichung kann auch zur Definition von Hadamard-Matrizen benutzt werden, da unter allen Matrizen, deren Einträge ausschließlich aus den Zahlen {\displaystyle 1} und {\displaystyle -1} bestehen, nur Hadamard-Matrizen diese Gleichung erfüllen.
Das Produkt einer Hadamard-Matrix mit einer Permutationsmatrix oder einer vorzeichenbehafteten Permutationsmatrix ergibt wieder eine Hadamard-Matrix.
Es lässt sich zeigen, dass Hadamard-Matrizen nur für {\displaystyle n=1}, {\displaystyle n=2} oder {\displaystyle n=4k} mit {\displaystyle k\in \mathbb {N} } existieren können.
Enthalten die erste Spalte und die erste Zeile von {\displaystyle H} nur {\displaystyle 1}-Einträge, so heißt die Matrix normalisiert.

## Konstruktion
Es gibt verschiedene Methoden, Hadamard-Matrizen zu konstruieren. Zwei davon werden im Folgenden beschrieben:

### Konstruktion nach Sylvester
Diese Konstruktion geht auf den englischen Mathematiker James J. Sylvester zurück.
Ist {\displaystyle H_{n}} eine Hadamard-Matrix vom Grad {\displaystyle n}, so lässt sich damit folgendermaßen eine Hadamard-Matrix vom Grad {\displaystyle 2n} konstruieren:
{\displaystyle H_{2n}={\begin{pmatrix}H_{n}&H_{n}\\H_{n}&-H_{n}\end{pmatrix}}}
Die Orthogonalitätseigenschaft lässt sich leicht überprüfen:
{\displaystyle {\begin{aligned}H_{2n}\cdot H_{2n}^{t}&={\begin{pmatrix}H_{n}&H_{n}\\H_{n}&-H_{n}\end{pmatrix}}\cdot {\begin{pmatrix}H_{n}^{t}&H_{n}^{t}\\H_{n}^{t}&-H_{n}^{t}\end{pmatrix}}\\&={\begin{pmatrix}H_{n}H_{n}^{t}+H_{n}H_{n}^{t}&H_{n}H_{n}^{t}-H_{n}H_{n}^{t}\\H_{n}H_{n}^{t}-H_{n}H_{n}^{t}&H_{n}H_{n}^{t}+H_{n}H_{n}^{t}\end{pmatrix}}\\&={\begin{pmatrix}2\cdot H_{n}H_{n}^{t}&0\\0&2\cdot H_{n}H_{n}^{t}\end{pmatrix}}={\begin{pmatrix}2n\cdot E_{n}&0\\0&2n\cdot E_{n}\end{pmatrix}}\\&=2n\cdot E_{2n}\end{aligned}}}
Hier bezeichnen {\displaystyle E_{n}} und {\displaystyle E_{2n}} die entsprechend dimensionierten Einheitsmatrizen.

#### Walsh-Matrizen
Damit ergibt sich zum Beispiel die nach dem Mathematiker Joseph L. Walsh benannte Folge von Matrizen (Walsh-Matrizen):
{\displaystyle H_{1}={\begin{pmatrix}1\end{pmatrix}},H_{2}={\begin{pmatrix}1&1\\1&-1\end{pmatrix}},H_{4}={\begin{pmatrix}1&1&1&1\\1&-1&1&-1\\1&1&-1&-1\\1&-1&-1&1\end{pmatrix}},\ldots }
Die Walsh-Matrizen sind normalisierte Hadamard-Matrizen vom Grad {\displaystyle 2^{k}}, wobei jede Zeile eine Walsh-Funktion darstellt.

### Konstruktion über das Legendre-Symbol
Man definiert sich bei dieser Konstruktion zunächst die Jacobsthal-Matrix {\displaystyle Q=(q_{ij})} vom Grad {\displaystyle p} (wobei {\displaystyle p} eine ungerade Primzahl kongruent 3 modulo 4 ist) mit Hilfe des Legendre-Symbols {\displaystyle (a/p)}:
{\displaystyle q_{ij}=\left({\frac {j-i}{p}}\right).}
Ist nun {\displaystyle p=4k-1} mit {\displaystyle k\in \mathbb {N} }, so gilt
{\displaystyle Q^{t}=-Q}
und
{\displaystyle Q\cdot Q^{t}=p\cdot E-J,}
wobei {\displaystyle J} die Einsmatrix bezeichnet, bei der alle Einträge 1 sind.
Nun konstruiert man die Hadamard-Matrix vom Grad {\displaystyle p+1}:
{\displaystyle H_{p+1}={\begin{pmatrix}1&\mathbf {1} \\\mathbf {1} ^{t}&Q-E\end{pmatrix}}}.
Auch hier kann man nachrechnen, dass dies eine Hadamard-Matrix ist (benutze {\displaystyle Q^{t}=-Q} und {\displaystyle Q\cdot Q^{t}=p\cdot E-J}):
{\displaystyle H_{p+1}\cdot H_{p+1}^{t}={\begin{pmatrix}1+p&\mathbf {0} \\\mathbf {0} &J+(Q-E)(Q^{t}-E)\end{pmatrix}}=(p+1)\cdot E}.
So konstruierte Matrizen heißen Hadamard-Matrizen vom Paley-Typ, nach dem englischen Mathematiker Raymond Paley.

## Die Hadamard-Vermutung
Es wird vermutet (konnte aber noch nicht bewiesen werden), dass zu jeder Zahl {\displaystyle n=4k} wenigstens eine Hadamard-Matrix existiert. Diese Vermutung geht wahrscheinlich auf Paley zurück.
Mit den beiden oben genannten Verfahren kann man Hadamard-Matrizen für alle Zahlen {\displaystyle n} der Form {\displaystyle n=2^{k}} oder {\displaystyle n=p+1} für eine Primzahl {\displaystyle p} erzeugen. Es gibt weitere Verfahren, allerdings lassen sich damit nicht alle Möglichkeiten abdecken. So wurde bis 2005 noch keine Hadamard-Matrix zu {\displaystyle n=668} gefunden. 1977 war die Frage noch für {\displaystyle n=268} ungeklärt.

## Anwendungen
- Die Hadamard-Transformation, eine diskrete Transformation aus dem Bereich der Fourier-Analysis, verwendet Hadamard-Matrizen.
- Hadamard-Matrizen finden Anwendung im Bereich der fehlerkorrigierenden Codes, wo sie zum Erzeugen von Hadamard-Codes oder Reed-Muller-Codes benutzt werden.
- In der Statistik werden sie benutzt, um Varianzen von Variablen zu berechnen.
- In der diskreten Mathematik werden bestimmte Blockpläne, die Hadamard-Blockpläne, aus Hadamard-Matrizen konstruiert.